# Andrej Vladimirovitj af Rusland
Andrej Vladimirovitj af Rusland (russisk: Андрей Владимирович Романов; tr. Andrej Vladimirovitj Romanov) (14. maj 1879 — 30. oktober 1956) var en russisk storfyrste, der var søn af storfyrst Vladimir Aleksandrovitj af Rusland og hertuginde Marie af Mecklenburg-Schwerin.

## Biografi

### Tidlige liv
Andrej Vladimirovitj blev født den 14. maj 1879 på sine forældres landsted Villa Vladimir i byen Tsarskoje Selo udenfor Sankt Petersborg i Det Russiske Kejserrige. Han var det fjerde barn af storfyrst Vladimir Aleksandrovitj af Rusland i hans ægteskab med hertuginde Marie af Mecklenburg-Schwerin.

### Ægteskab
Efter Den Russiske Revolution giftede Storfyrst Vladimir sig den 30. januar 1921 i Cannes i Sydfrankrig i et morganatisk ægteskab med sin mangeårige elskerinde, den polskfødte ballerina Matilda Feliksovna Ksjesinskaja. De havde i 1902 fået sønnen Vladimir, der efterfølgende blev legitimeret og tillagt titlen fyrst Romanovskij-Krasinskij.

### Død
Storfyrst Andrej døde 77 år gammel den 30. oktober 1956 i Paris i Frankrig. Matilda Ksjesinskaja døde 99 år gammel den 8. december 1971.

## Eksterne links
- Wikimedia Commons har flere filer relateret til Andrej Vladimirovitj af Rusland